# Costa di Granito Rosa

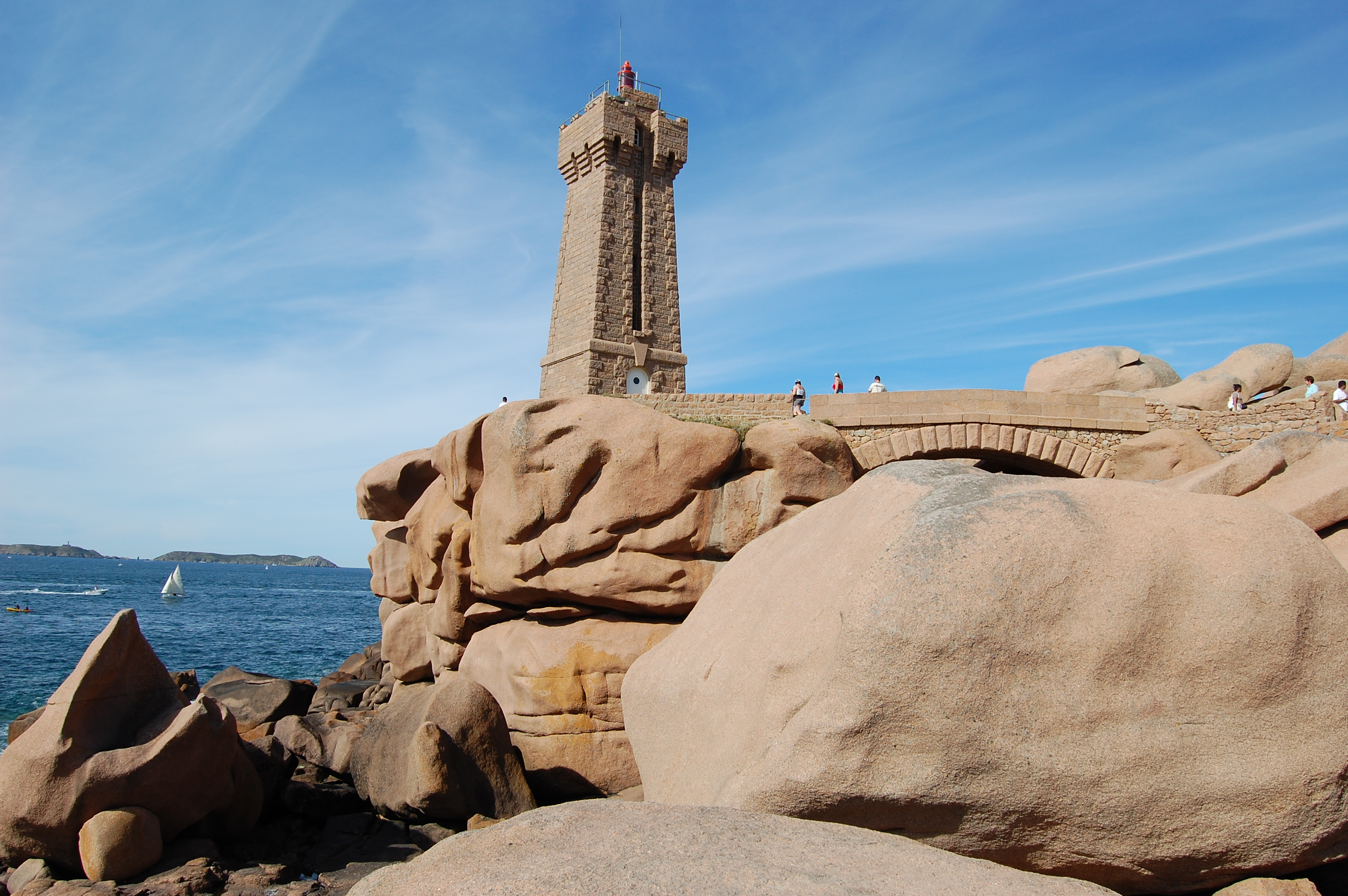
Il faro di Mean Ruz a Ploumanac'h (Perros-Guirec), nella Costa di Granito Rosa

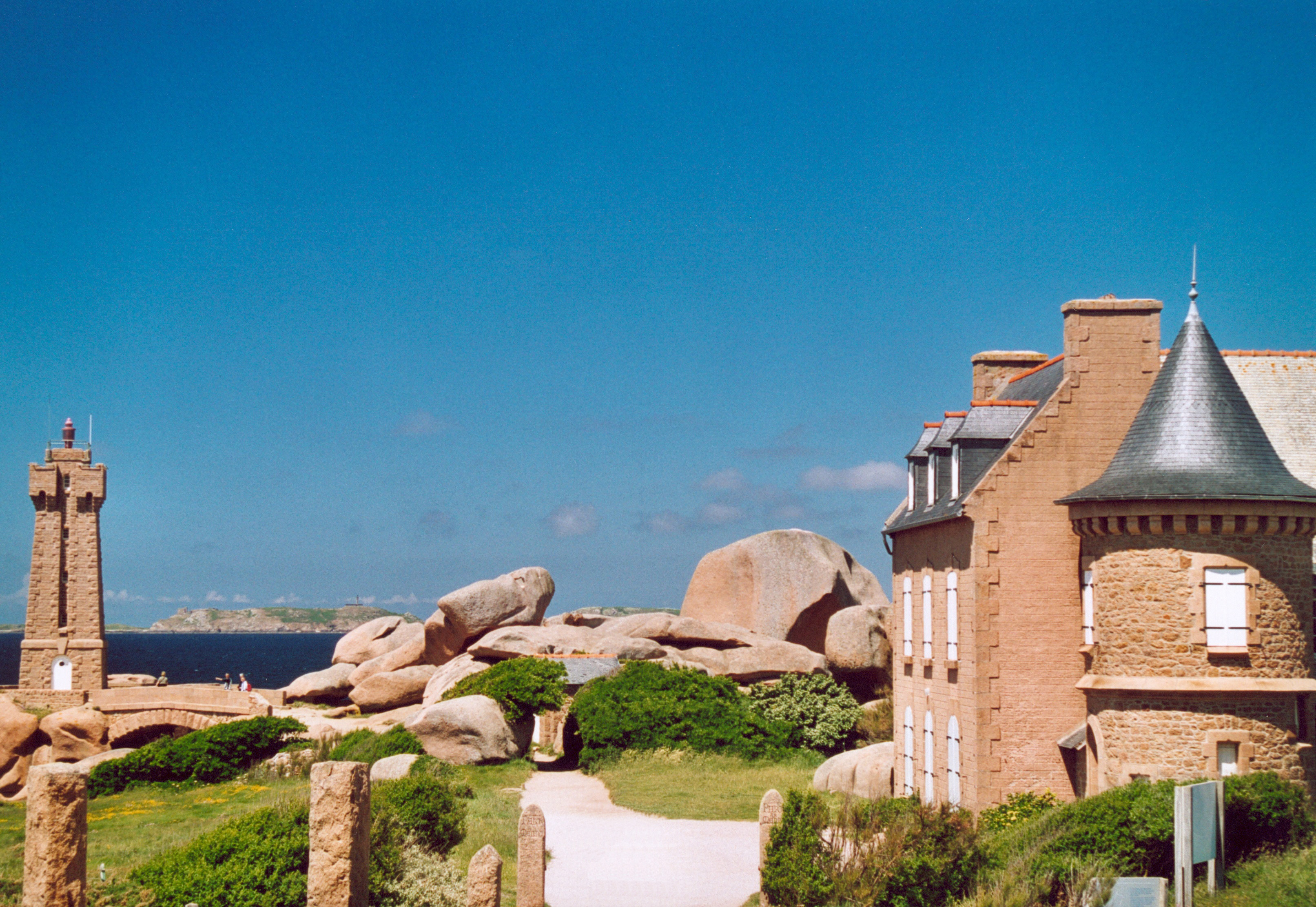
Altra immagine del faro di Ploumanac'h (Perros-Guirec) nella Costa di Granito Rosa

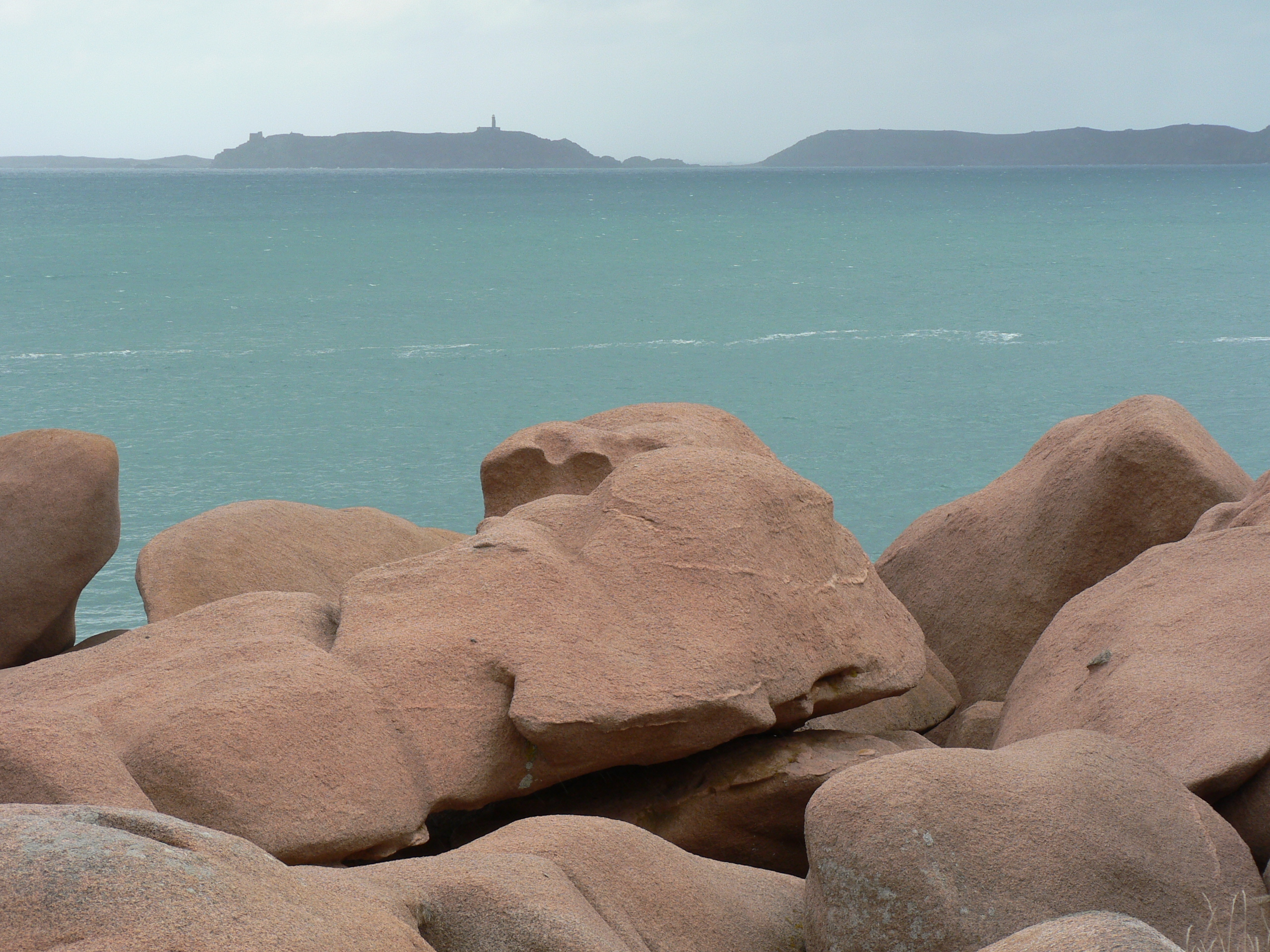
Scogli a Ploumanac'h (Perros-Guirec) nella Costa di Granito Rosa

La Costa di Granito Rosa (in francese: Côte de Granit Rose) è il tratto di costa più famoso della Bretagna (Francia nord-occidentale), e uno dei litorali più famosi dell'intera Francia: situata lungo la costa sulla Manica tra Paimpol e Trébeurden, nella provincia storica del Trégor e nell'attuale dipartimento delle Côtes-d'Armor  (Bretagna nord-orientale), prende il nome dalle particolari – e spesso enormi –  formazioni rocciose in granito, erose e modellate dalle maree e dai venti che sembrano assumere talvolta un colore simile al rosa e che caratterizzano soprattutto il paesaggio costiero tra Trégastel e Trébeurden.
La zona è votata al turismo soprattutto a partire dal XIX secolo, quando nelle località lungo la costa si iniziarono a costruire delle ville in stile barocco, dimore anche di scrittori famosi.
Le località più famose della Costa di Granito Rosa sono Perros-Guirec (con il celebre faro nella località di Ploumanac'h), Trégastel, Trébeurden, Tréguier, ecc. Della zona fanno parte anche l'Île-de-Bréhat  e la Pointe du Château (luogo famoso per la piccola casetta racchiusa tra due enormi massi).

## Geografia

### Collocazione
La Costa di Granito si trova tra la Côte des Légendes  (situata ad ovest della Costa di Granito Rosa) e la Côte de Goëlo.